# NGC 3378
NGC 3378 é uma galáxia espiral barrada (SBbc) localizada na direcção da constelação de Antlia. Possui uma declinação de -40° 00' 56" e uma ascensão recta de 10 horas, 46 minutos e 43,3 segundos.
A galáxia NGC 3378 foi descoberta em 1 de Fevereiro de 1835 por John Herschel.